# Valley Grove
Valley Grove is een plaats (village) in de Amerikaanse staat West Virginia, en valt bestuurlijk gezien onder Ohio County.

## Demografie
Bij de volkstelling in 2000 werd het aantal inwoners vastgesteld op 405.
In 2006 is het aantal inwoners door het United States Census Bureau geschat op 400, een daling van 5 (-1,2%).

## Geografie
Volgens het United States Census Bureau beslaat de plaats een oppervlakte van
1,5 km², geheel bestaande uit land. Valley Grove ligt op ongeveer 350 m boven zeeniveau.

## Plaatsen in de nabije omgeving
De onderstaande figuur toont nabijgelegen plaatsen in een straal van 12 km rond Valley Grove.